# Джозая Бартлетт
Джозая Бартлетт (англ. Josiah Bartlett, 2 грудня 1729 – 19 травня 1795) — американський батько-засновник, лікар, державний діяч, делегат Континентального конгресу від Нью-Гемпшира та підписант Декларації незалежності та Статті Конфедерації. Був членом Конвенту, який сформулював Конституцію Сполучених Штатів у 1787 році. Служив першим губернатором Нью-Гемпшира та головним суддею Вищого судового суду Нью-Гемпшира, нині Верховного суду Нью-Гемпшира.

## Bibliography
- Bartlett, Josiah (1979). The papers of Josiah Bartlett. Hanover, New Hampshire: Published for the New Hampshire Historical Society by the University Press of New England. ISBN 978-0-87451-168-0.
- Barthelmas, Della Gray (1997). The signers of the Declaration of Independence. McFarland. ISBN 978-0-7864-0318-9.
- Goodrich, Charles A. (1841). Lives of the signers to the Declaration of independence. Hartford: R. G. H. Huntington. с. 131—138.
- Green, Harry Clinton; Green, Mary Wolcott (1912). Pioneer Mothers of America. G. P. Putnam's Sons. с. 452. ISBN 978-0-7222-8426-1.
- Maier, Pauline (1982). The old revolutionaries : political lives in the age of Samuel Adams. New York: Vintage Books. ISBN 978-0-394-75073-6.
- McGee, Dorothy Horton (1955). Famous signers of the Declaration; with photographic illus. New York: Dodd, Mead.
- Roberts, Cokie (2005). Founding Mothers : The women who raised our nation. New York: Perennial. ISBN 978-0-06-009026-5.